# سلپچویچ
سلپچویچ (به صربی: Slepčević) یک منطقهٔ مسکونی در صربستان است.